# Distel Zola
Distel Zola (ur. 5 lutego 1989 w Paryżu) – piłkarz z Demokratycznej Republiki Konga występujący na pozycji pomocnika w Tours FC.

## Kariera klubowa
Latem 2011 roku Zola podpisał kontrakt z AS Nancy.
| Sezon   | Klub               | Kraj    | Rozgrywki            | Mecze | Bramki | Rozgrywki Europy | Mecze | Bramki |
| ------- | ------------------ | ------- | -------------------- | ----- | ------ | ---------------- | ----- | ------ |
| 2010/11 | Stade Lavallois    | Francja | Ligue 2              | 27    | 1      | –                | –     | –      |
| 2011/12 | AS Nancy           | Francja | Ligue 1              | 1     | 0      | –                | –     | –      |
| 2011/12 | Le Havre AC (wyp.) | Francja | Ligue 2              | 15    | 1      | –                | –     | –      |
| 2012/13 | Le Havre AC        | Francja | Ligue 2              | 32    | 1      | –                | –     | –      |
| 2013/14 | Le Havre AC        | Francja | Ligue 2              | 31    | 0      | –                | –     | –      |
| 2014/15 | LB Châteauroux     | Francja | Ligue 2              | 20    | 0      | –                | –     | –      |
| 2015/16 | Samsunspor         | Turcja  | 1. Lig               | 2     | 0      | –                | –     | –      |
| 2016/17 | Samsunspor         | Turcja  | 1. Lig               | 15    | 0      | –                | –     | –      |
| 2018/19 | Tours FC           | Francja | Championnat National |       |        | –                | –     | –      |

## Kariera reprezentacja
W reprezentacji Demokratycznej Republiki Konga zadebiutował w 2010 roku.